# Copa Artemio Franchi 1985
La Copa Artemio Franchi 1985 fue la primera edición oficial del torneo, posteriormente asimilado como Copa de Campeones Conmebol-UEFA. Enfrentó al campeón de la Eurocopa 1984 con el campeón de Copa América 1983.

## Selecciones clasificadas
| UEFA (Europa)         |  | Francia |  | Campeón de la Eurocopa (1984)     |
| Conmebol (Sudamérica) |  | Uruguay |  | Campeón de la Copa América (1983) |

## Sede
| Francia                   |                  |                  |                  |
| Ciudad                    | Estadio          |                  |                  |
| París                     | Parc des Princes | Parc des Princes | Parc des Princes |
|                           |                  |                  |                  |
| 47 929 espectadores       |                  |                  |                  |
| Copa Artemio Franchi 1985 |                  |                  |                  |

## Desarrollo
El equipo francés era, en esencia, el mismo que había derrotado a España un verano antes en la final de la Eurocopa, a pesar de la lesión de Jean Tigana. Michel Platini era la gran estrella y, por parte uruguaya, la referencia era Enzo Francescoli, el joven mediapunta de 23 años que militaba en River Plate.
El encuentro fue dominado por el equipo galo, que a los cuatro minutos de juego ya se había adelantado, con gol de Rocheteau. A los doce minutos del segundo tiempo, el delantero del Nantes José Touré marcó el 2-0 definitivo. Francia inauguraba así el palmarés de la flamante Copa Artemio Franchi.

## Ficha del partido
| 1          | POR        | Joël Bats           |  |
| 2          | DEF        | Michel Bibard       |  |
| 4          | DEF        | Yvon Le Roux        |  |
| 5          | DEF        | Maxime Bossis       |  |
| 3          | DEF        | William Ayache      |  |
| 8          | MED        | Alain Giresse       |  |
| 7          | MED        | Luis Fernández      |  |
| 10         | MED        | Michel Platini      |  |
| 6          | MED        | Thierry Tusseau     |  |
| 11         | DEL        | José Touré          |  |
| 9          | DEL        | Dominique Rocheteau |  |
| Entrenador | Entrenador | Henri Michel        |  |

| 1          | POR        | Rodolfo Rodríguez |     |
| 4          | DEF        | Víctor Diogo      |     |
| 2          | DEF        | Nelson Gutiérrez  |     |
| 3          | DEF        | Darío Pereyra     |     |
| 6          | DEF        | José Batista      |     |
| 8          | MED        | Jorge Barrios     | 77' |
| 5          | MED        | Miguel Bossio     |     |
| 10         | MED        | Sergio Santín     |     |
| 7          | MED        | Venancio Ramos    |     |
| 9          | DEL        | Enzo Francescoli  |     |
| 11         | DEL        | Wilmar Cabrera    | 77' |
| Entrenador | Entrenador | Omar Borrás       |     |

| 15 | MED | Mario Saralegui | 77' |
| 16 | DEL | Gustavo Dalto   | 77' |

| Anotado | 5'  | Dominique Rocheteau | 1 - 0 |
| Anotado | 56' | José Touré          | 2 - 0 |

|  |
|  |

| Amonestado | 20' | Víctor Diogo     |  |
| Amonestado | 22' | Darío Pereyra    |  |
| Amonestado | 65' | Nelson Gutiérrez |  |

| Árbitro | Abel Gnecco |
|         |             |
|         |             |

| 1          | POR        | Joël Bats           |  |
| 2          | DEF        | Michel Bibard       |  |
| 4          | DEF        | Yvon Le Roux        |  |
| 5          | DEF        | Maxime Bossis       |  |
| 3          | DEF        | William Ayache      |  |
| 8          | MED        | Alain Giresse       |  |
| 7          | MED        | Luis Fernández      |  |
| 10         | MED        | Michel Platini      |  |
| 6          | MED        | Thierry Tusseau     |  |
| 11         | DEL        | José Touré          |  |
| 9          | DEL        | Dominique Rocheteau |  |
| Entrenador | Entrenador | Henri Michel        |  |

| 1          | POR        | Rodolfo Rodríguez |     |
| 4          | DEF        | Víctor Diogo      |     |
| 2          | DEF        | Nelson Gutiérrez  |     |
| 3          | DEF        | Darío Pereyra     |     |
| 6          | DEF        | José Batista      |     |
| 8          | MED        | Jorge Barrios     | 77' |
| 5          | MED        | Miguel Bossio     |     |
| 10         | MED        | Sergio Santín     |     |
| 7          | MED        | Venancio Ramos    |     |
| 9          | DEL        | Enzo Francescoli  |     |
| 11         | DEL        | Wilmar Cabrera    | 77' |
| Entrenador | Entrenador | Omar Borrás       |     |

| 15 | MED | Mario Saralegui | 77' |
| 16 | DEL | Gustavo Dalto   | 77' |

| Anotado | 5'  | Dominique Rocheteau | 1 - 0 |
| Anotado | 56' | José Touré          | 2 - 0 |

|  |
|  |

| Amonestado | 20' | Víctor Diogo     |  |
| Amonestado | 22' | Darío Pereyra    |  |
| Amonestado | 65' | Nelson Gutiérrez |  |

| Árbitro | Abel Gnecco |
|         |             |
|         |             |

|                             |
| Bandera de Francia          |
| Campeón Francia 1.er título |